# Kentucky (řeka)
Kentucky (anglicky Kentucky River) je řeka ve státě Kentucky na východě USA. Je 417 km dlouhá. Povodí má rozlohu 18 000 km².

## Průběh toku
Vzniká u Beattyville soutokem tří zdrojnic Severní, Prostřední a Jižní Kentucky, které stékají s pohoří Cumberland. Ústí zleva do Ohia.

### Přítoky
Největší přítoky jsou Red River, Silver Creek, Dix River, Benson Creek.

## Vodní stav
Zdrojem vody jsou sněhové a dešťové srážky. Vodní stav se mírně zvyšuje na jaře. Průměrný roční průtok vody činí 285 m³/s.

## Využití
Na řece byla vybudována série plavebních komor a díky tomu je na ní možná vodní doprava od soutoku zdrojnic. Využívá se k zisku vodní energie. Leží na ní město Frankfort.